# Трећа лига Црне Горе у фудбалу 2024/25 — Југ
Трећа лига Црне Горе у фудбалу 2024/25 — Југ било је 19 такмичење у регији Југ у оквиру Треће лиге организовано од стране фудбалског савеза Црне Горе од оснивања 2006. и шесто такмичење организовано након реорганизације Јужне регије у Удружење клубова Југ. То је била једна од три регије трећег степена такмичења у Црној Гори у сезони 2024/25. поред регија Центар и Сјевер.
Првак регије Југ за сезону 2023/24. — Будва, првобитно је завршила на првом мјесту у баражу против побједника регије Центар — Зете и побједника регије Сјевер — Ибра и требало је да се пласира у Другу лигу Црне Горе за сезону 2024/25. али је накнадно одлучено да ће остати у Трећој лиги због намјештења утакмице последњег, трећег кола баража против Зете.
Прије почетка сезоне од такмичења су одустали Академија и Орјен, који је одустао из финансијских разлога и због недостатка одговарајућег стадиона, а поново је почео да се такмичи Обилић, у који је прешао велики дио играча Орјена, као и новоформирани клуб Адреналин. У лиги је учествовало седам клубова, играло се трокружним бод системом, свако са сваким кући и на страни по једном, док су се домаћини за трећи круг одређивали на основу позиција на табели примјеном обрнутог Бергеровог система за седам клубова, а због непарног броја у сваком колу је био слободан по један клуб. Првак регије на крају сезоне игра у баражу са првацима друге двије регије, гдје свако са сваким игра по једну утакмицу, а домаћини се одлучују жријебом. У односу на претходне сезоне, када су се два првопласирана клуба пласирала у Другу лигу, од сезоне 2024/25. формат је промијењен и у Другу лигу се пласира само првопласирани клуб, док другопласирани и трећепласирани играју додатни бараж са осмопласираним и деветопласираним клубом из Друге лиге на крају сезоне 2024/25. гдје се игра по једна утакмица на неутралном терену. У Другој лиги за сезону 2024/25. учествује девет клубова, због чега ниједан не испада директно, а два последњеплансирана играју бараж са првацима регија.
Титулу је освојила Слога Стари Бар, седам бодова испред Будве, са 17 побједа и једним поразом.

## Клубови у сезони 2024/25.
| Клуб            | Мјесто      | Стадион                  | Капацитет | Позиција у сезони 2023/24. |
| --------------- | ----------- | ------------------------ | --------- | -------------------------- |
| Адреналин       | Котор       | Помоћни стадион ФК Бокељ |           | —                          |
| Балкан          | Бар         | Стадион СРЦ Тополица     | 2.000     | 7                          |
| Будва           | Будва       | Стадион Лугови           | 4.000     | 1                          |
| Обилић          | Херцег Нови | Стадион у Суторини       | 150       | —                          |
| Слога Радовићи  | Тиват       | Помоћни стадион ФК Грбаљ |           | 5                          |
| Слога Стари Бар | Бар         | Стадион СРЦ Тополица     | 2.000     | 3                          |
| Цетиње          | Цетиње      | Стадион Обилића Пољана   | 5.192     | 6                          |

## Резултати

### Први и други круг
Домаћини су наведени у лијевој колони
|    | Екипа           | 1      | 2     | 3      | 4        | 5        | 6      | 7     |
| -- | --------------- | ------ | ----- | ------ | -------- | -------- | ------ | ----- |
| 1. | Адреналин       | XXX    | 3 : 0 | 4 : 10 | 1 : 3    | 6 : 4    | 0 : 9  | 1 : 5 |
| 2. | Балкан          | 2 : 3  | XXX   | 2 : 2  | 0 : 1    | 0 : 6    | 0 : 7  | 3 : 0 |
| 3. | Будва           | 7 : 1  | 5 : 0 | XXX    | 7 : 1    | 0 : 0    | 0 : 2  | 3 : 0 |
| 4. | Обилић          | 4 : 0  | 6 : 2 | 1 : 4  | XXX      | 1 : 1    | 0 : 5  | 5 : 0 |
| 5. | Слога Радовићи  | 2 : 2  | 4 : 1 | 1 : 3  | 2 : 1    | XXX      | 0 : 2  | 4 : 0 |
| 6. | Слога Стари Бар | 13 : 0 | 6 : 2 | 4 : 1  | 10 : 0   | 3 : 0    | XXX    | 4 : 0 |
| 7. | Цетиње          | 0 : 3  | 1 : 6 | 0 : 8  | 0 : 3 () | 3 : 0 () | 0 : 10 | XXX   |

### Трећи круг
Домаћини су наведени у лијевој колони.
|    | Екипа           | 1     | 2      | 3     | 4     | 5     | 6     | 7     |
| -- | --------------- | ----- | ------ | ----- | ----- | ----- | ----- | ----- |
| 1. | Адреналин       | XXX   | 5 : 1  |       | 2 : 2 |       | 0 : 6 |       |
| 2. | Балкан          |       | XXX    | 2 : 7 |       | 0 : 3 |       | 7 : 2 |
| 3. | Будва           | 4 : 0 |        | XXX   | 3 : 0 |       |       | 3 : 0 |
| 4. | Обилић          |       | 3 : 1  |       | XXX   | 2 : 2 | 2 : 3 |       |
| 5. | Слога Радовићи  | 2 : 2 |        | 1 : 3 |       | XXX   |       | 4 : 1 |
| 6. | Слога Стари Бар |       | 12 : 0 | 1 : 2 |       | 5 : 1 | XXX   |       |
| 7. | Цетиње          | 0 : 3 |        |       | 0 : 2 |       | 0 : 6 | XXX   |

## Резултати по колима
| 1. коло, 5—6. 10. 2024.          |       |
| Будва - Адреналин                | 7 : 1 |
| Слога Радовићи - Слога Стари Бар | 0 : 2 |
| Обилић - Цетиње                  | 5 : 0 |
| Балкан је био слободан.          |       |

| 2. коло, 12—13. 10. 2024.         |        |
| Цетиње - Будва                    | 0 : 8  |
| Балкан - Обилић                   | 0 : 10 |
| Адреналин - Слога Радовићи        | 6 : 4  |
| Слога Стари Бар је била слободна. |        |

| 3. коло, 19—20. 10. 2024.   |                |
| Будва - Балкан              | Шаблон:Nowraqp |
| Слога Стари Бар - Адреналин | 13 : 0         |
| Слога Радовићи - Цетиње     | 4 : 0          |
| Обилић је био слободан.     |                |

| 4. коло, 26—27. 10. 2024.  |        |
| Балкан - Слога Радовићи    | 0 : 6  |
| Обилић - Будва             | 1 : 4  |
| Цетиње - Слога Стари Бар   | 0 : 10 |
| Адреналин је био слободан. |        |

| 5. коло, 1—3. 11. 2024.  |       |
| Слога Радовићи - Обилић  | 2 : 1 |
| Адреналин - Цетиње       | 1 : 5 |
| Слога Стари Бар - Балкан | 6 : 2 |
| Будва је била слободна.  |       |

| 6. коло, 9—10. 11. 2024. |       |
| Обилић - Слога Стари Бар | 0 : 5 |
| Будва - Слога Радовићи   | 0 : 0 |
| Балкан - Адреналин       | 2 : 3 |
| Цетиње је било слободно. |       |

| 7. коло, 16—17. 11. 2024.        |       |
| Слога Стари Бар - Будва          | 4 : 1 |
| Адреналин - Обилић               | 1 : 3 |
| Цетиње - Балкан (24. 11. 2024.)  | 1 : 6 |
| Слога Радовићи је била слободна. |       |

| 8. коло, 24—26. 11. 2024.        |        |
| Слога Стари Бар - Слога Радовићи | 3 : 0  |
| Адреналин - Будва                | 4 : 10 |
| Цетиње - Обилић                  | 0 : 3  |
| Балкан је био слободан.          |        |

| 9. коло, 1. 12. 2024.             |       |
| Будва - Цетиње                    | 3 : 0 |
| Обилић - Балкан                   | 6 : 2 |
| Слога Радовићи - Адреналин        | 2 : 2 |
| Слога Стари Бар је била слободна. |       |

| 10. коло, 7—8. 12. 2024.    |       |
| Цетиње - Слога Радовићи     | 3 : 0 |
| Адреналин - Слога Стари Бар | 0 : 9 |
| Балкан - Будва              | 2 : 2 |
| Обилић је био слободан.     |       |

| 11. коло, 8—9. 3. 2025.    |       |
| Будва - Обилић             | 7 : 1 |
| Слога Стари Бар - Цетиње   | 4 : 0 |
| Слога Радовићи - Балкан    | 4 : 1 |
| Адреналин је био слободан. |       |

| 12. коло, 15—16. 3. 2025. |       |
| Цетиње - Адреналин        | 0 : 3 |
| Обилић - Слога Радовићи   | 1 : 1 |
| Балкан - Слога Стари Бар  | 0 : 7 |
| Будва је била слободна.   |       |

| 13. коло, 19—20. 3. 2025. |        |
| Слога Стари Бар - Обилић  | 10 : 0 |
| Адреналин - Балкан        | 3 : 0  |
| Слога Радовићи - Будва    | 1 : 3  |
| Цетиње је било слободно.  |        |

| 14. коло, 23—26. 3. 2025.        |       |
| Обилић - Адреналин               | 4 : 0 |
| Балкан - Цетиње                  | 3 : 0 |
| Будва - Слога Стари Бар          | 0 : 2 |
| Слога Радовићи је била слободна. |       |

| 15. коло, 29—30. 3. 2025.        |       |
| Цетиње - Слога Стари Бар         | 0 : 6 |
| Балкан - Будва                   | 2 : 7 |
| Адреналин - Обилић               | 2 : 2 |
| Слога Радовићи је била слободна. |       |

| 16. коло, 6—9. 4. 2025.  |        |
| Будва - Адреналин        | 4 : 0  |
| Обилић - Слога Радовићи  | 2 : 2  |
| Слога Стари Бар - Балкан | 12 : 0 |
| Цетиње је било слободно. |        |

| 17. коло, 13—14. 4. 2025.   |       |
| Слога Радовићи - Будва      | 1 : 3 |
| Балкан - Цетиње             | 7 : 2 |
| Адреналин - Слога Стари Бар | 0 : 6 |
| Обилић је био слободан.     |       |

| 18. коло, 18—23. 4. 2025.        |       |
| Будва - Обилић                   | 3 : 0 |
| Цетиње - Адреналин               | 0 : 3 |
| Слога Стари Бар - Слога Радовићи | 5 : 1 |
| Балкан је био слободан.          |       |

| 19. коло, 27. 4. 2025.                 |       |
| Обилић - Слога Стари Бар               | 2 : 3 |
| Адреналин - Балкан                     | 5 : 1 |
| Слога Радовићи - Цетиње (11. 5. 2025.) | 4 : 1 |
| Будва је била слободна.                |       |

| 20. коло, 9. 5. 2025.                  |       |
| Слога Стари Бар - Будва                | 1 : 2 |
| Цетиње - Обилић (15. 5. 2025.)         | 0 : 2 |
| Балкан - Слога Радовићи (16. 5. 2025.) | 0 : 3 |
| Адреналин је био слободан.             |       |

| 21. коло, 3—5. 5. 2025.    |       |
| Слога Радовићи - Адреналин | 2 : 2 |
| Будва - Цетиње             | 3 : 0 |
| Обилић - Балкан            | 3 : 1 |
| Балкан је био слободан.    |       |

Легенда:
 Дерби мечеви
- - Службени резултат.

## Табела и статистика
| Позиција | Екипа           | Играно | Побједа | Неријешено | Изгубио | Дао гол. | При. гол. | Гол-разлика | Бодови | Напомене            |
| -------- | --------------- | ------ | ------- | ---------- | ------- | -------- | --------- | ----------- | ------ | ------------------- |
| 1.       | Слога Стари Бар | 18     | 17      | 0          | 1       | 108      | 8         | +101        | 51     | Бараж за Другу лигу |
| 2.       | Будва           | 18     | 14      | 2          | 2       | 72       | 20        | +52         | 44     |                     |
| 3.       | Обилић          | 18     | 8       | 3          | 7       | 37       | 43        | -6          | 27     |                     |
| 4.       | Слога Радовићи  | 18     | 6       | 5          | 7       | 37       | 35        | +2          | 23     |                     |
| 5.       | Адреналин       | 18     | 6       | 3          | 9       | 36       | 74        | -38         | 21     |                     |
| 6.       | Балкан          | 18     | 3       | 1          | 14      | 29       | 76        | -47         | 10     |                     |
| 7.       | Цетиње          | 18     | 2       | 0          | 16      | 12       | 75        | -63         | 6      |                     |

### Домаћин — гост табела
| М  | Клуб            | Одиг. као домаћин | Поб. | Нер. | Пор. | ГД | ГП | ГР  | Бод. | Одиг. као гост | Поб. | Нер. | Пор. | ГД | ГП | ГР  | Бод. |
| -- | --------------- | ----------------- | ---- | ---- | ---- | -- | -- | --- | ---- | -------------- | ---- | ---- | ---- | -- | -- | --- | ---- |
| 1. | Слога Стари Бар | 9                 | 8    | 0    | 1    | 58 | 6  | +52 | 24   | 9              | 9    | 0    | 0    | 50 | 2  | +34 | 27   |
| 2. | Будва           | 9                 | 7    | 1    | 1    | 32 | 4  | +28 | 22   | 9              | 7    | 1    | 1    | 40 | 16 | +24 | 22   |
| 3. | Обилић          | 9                 | 4    | 2    | 3    | 24 | 18 | +6  | 14   | 9              | 4    | 1    | 4    | 13 | 25 | -12 | 13   |
| 4. | Адреналин       | 9                 | 3    | 1    | 5    | 22 | 40 | -18 | 10   | 9              | 3    | 2    | 4    | 14 | 34 | -20 | 11   |
| 5. | Слога Радовићи  | 9                 | 4    | 2    | 3    | 20 | 15 | +5  | 14   | 8              | 1    | 3    | 4    | 14 | 20 | -6  | 6    |
| 6. | Балкан          | 8                 | 2    | 1    | 5    | 16 | 28 | -12 | 7    | 9              | 1    | 0    | 8    | 13 | 45 | -32 | 3    |
| 7. | Цетиње          | 9                 | 1    | 0    | 8    | 4  | 41 | -37 | 3    | 9              | 1    | 0    | 8    | 8  | 34 | -26 | 3    |